# Micralarctia albescens
Micralarctia albescens är en fjärilsart som beskrevs av Rothschild 1910. Micralarctia albescens ingår i släktet Micralarctia och familjen björnspinnare. Inga underarter finns listade i Catalogue of Life.